# هوتن (قنبد قابوس)
هوتن (بالفارسية: هوتن) هي قرية تقع في غلستان في إيران. يقدر عدد سكانها بـ 1,892 نسمة .